# Telmatometroides
Telmatometroides is een geslacht van wantsen uit de familie van de Gerridae (schaatsenrijders). Het geslacht werd voor het eerst wetenschappelijk beschreven door Polhemus in 1991.

## Soorten
Het genus is monotypisch en bevat alleen de volgende soort:

- Telmatometroides rozeboomi (Drake & Harris, 1937)